# Catadella
Catadella là một chi bướm đêm thuộc họ Erebidae.